# Apollon Apollonowitsch Belogolowy
Apollon Apollonowitsch Belogolowy (russisch Аполлон Аполлонович Белоголовый; * 1900; † 1967) war ein sowjetischer Brücken-Bauingenieur.

## Leben
Belogolowy war ein Schüler Grigori Perederis. In den 1930er Jahren arbeitete Belogolowy beim Brückenbau in Moskau und Rybinsk mit und war am Bau des Moskaukanals beteiligt.
Belogolowy projektierte 1935 die viergleisige Stahlbeton-Eisenbahn-Einfeld-Bogenbrücke in Chimki der Oktober-Eisenbahn über den Moskaukanal. 1937 baute er mit dem Chefarchitekten des Moskaukanals Iossif Friedland die Bogenstraßenbrücke über den gleichzeitig gebauten Choroschowski-Seitenkanal der Moskwa (Verlängerung des Moskaukanals) im Nordwesten Moskaus. Mit dem Verkehrsingenieur Alexander Petrow und dem Architekten Dmitri Sawizki projektierte Belogolowy die Rybinsker Stadt-Brücke über die Wolga (1939).
Infolge des Baus des Rybinsker Wasserkraftwerks und des Deutsch-Sowjetischen Kriegs wurde die Brücke erst 1963 fertiggestellt.
Während des Kriegs gehörte Belogolowy als Oberst zur 1. Brückenaufbaugruppe der Hauptverwaltung der Militäraufbauarbeiten des Volkskommissariats für Verkehr.
Belogolowys Brücken werden immer noch benutzt.

## Ehrungen, Preise
- Orden des Roten Banners der Arbeit (1937)[6]
- Medaille „Sieg über Deutschland“

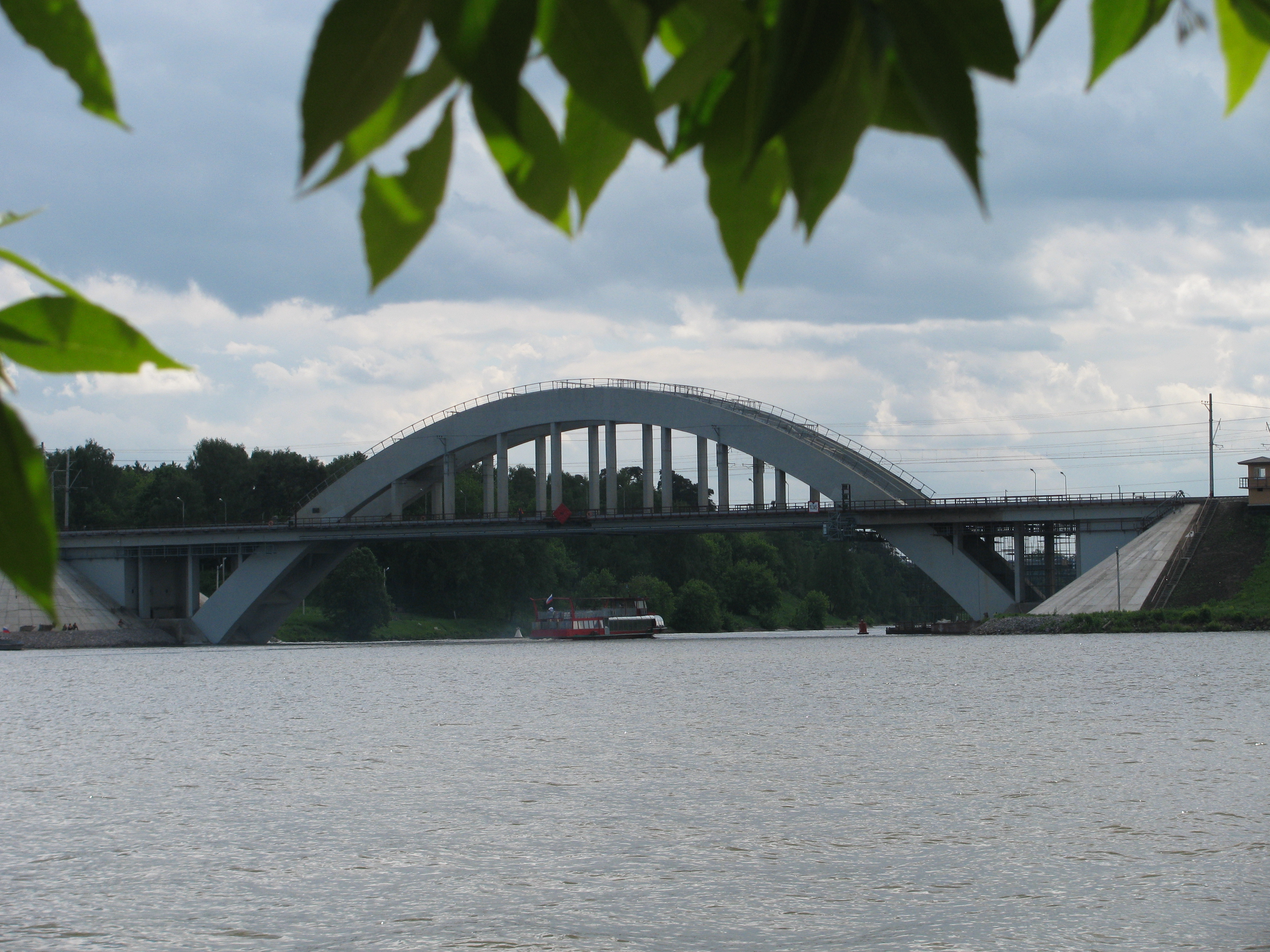
Chimki-Brücke
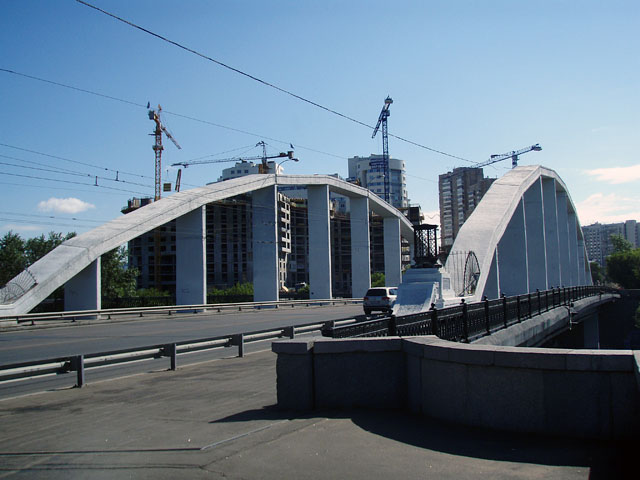
Choroschowski-Brücke
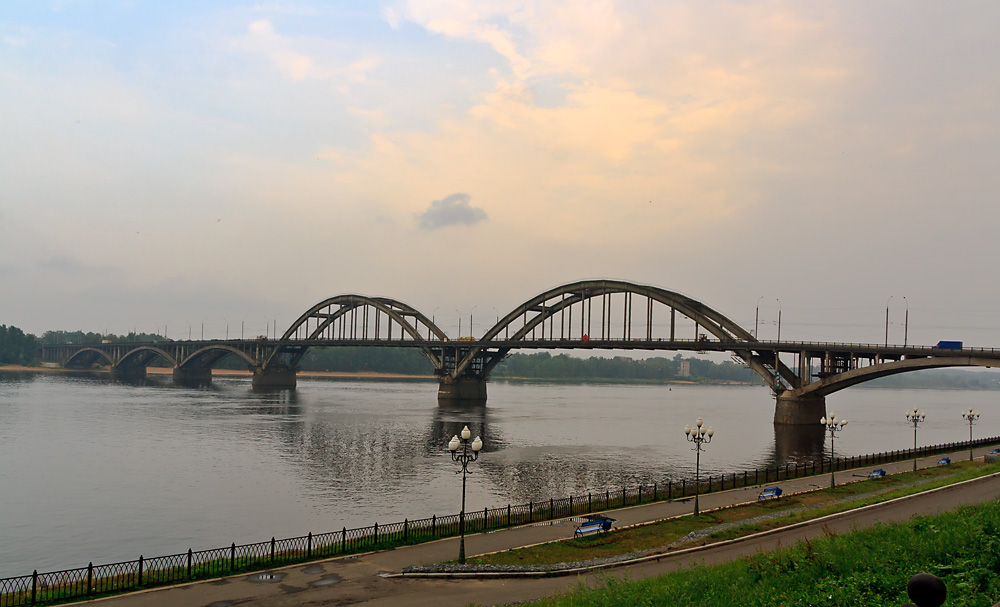
Rybinsk-Brücke